# Manissa
Manisa ou Manissa (em grego: Μανίσα), antigamente chamada Magnésia do Sípilo (em latim: Magnesia ad Sipylum; Μαγνησία του Σιπύλου), é uma cidade do oeste da Turquia, situada no vale do rio Gediz. É a capital da área metropolitana e província e homónima e faz parte da Região do Egeu. O conjunto dos distritos que a malha urbana da cidade ocupa, na totalidade ou parcialmente, (Şehzadeler e Yunusemre) tem 1 338 km² e em dezembro de 2021 tinha 425 654 habitantes (densidade: 318,1 hab./km²).
O antigo nome da cidade deve-se à montanha que se eleva sobre a cidade, o monte Sípilo (Spil Dağı), o qual está associado ao mito de Níobe. Durante a época otomana, muitos dos filhos dos sultões eram educados em Manisa, razão pela qual a cidade é conhecida como cidade dos príncipes (şehzadeler şehri), título só compartilhado com Amásia e Trebizonda.
Nos dias de hoje, Manisa é um centro industrial e de serviços em plena expansão, que tem sido beneficiando pela sua proximidade da cidade de Esmirna e seus arredores, ricas em agricultura. Durante a década de 1990, a cidade triplicou de tamanho com a construção de novos edifícios, zonas industriais e o campus da Universidade Celal Bayar. Em 2004, 2006, Manisa ficou no primeiro lugar entre as cidades turcas no inquérito da revista fDi Intelligence "European Cities of the Future". A proximidade da metrópole de Esmirna tem muita influência no ritmo de vida de Manisa, havendo muita gente que todos os dias viaja entre as duas cidades para trabalhar, usando uma autoestrada de seis faixas que cruza a mítica paisagem do monte Sípilo, famosa pelas suas curvas e subidas — no percurso de meia hora entre as duas cidades, a altitude varia entre o nível do mar e 500 m no Passo de Sabuncubeli.
Manisa é uma cidade muito visitada, especialmente durante as festas de março e setembro. O festival de março (Mesir Festivali) é o sucessor de uma tradição com quinhentos anos. Outro dos grandes atrativos para os vistantes é o Parque Nacional do Monte Sípilo (Spil Dağı Milli Parkı). Entre os locais mais populares encontram-se o vale da ribeira de Çaybaşı, densamente florestado, nas encostas do monte Sípilo. A ribeira corre próximo da "pedra que chora" (Ağlayan Kaya) associada ao mito de Níobe. Há ainda uma ponte antiga, a Kırmızı Köprü (Ponte Vermelha), além de diversos túmulos-santuários turcos datados do sécul XIV. A proximidade da cidade de locais históricos como Sardes, a capital da antiga Lídia, e Alaşehir, a antiga Filadélfia greco-romana também traz alguns turistas à cidade.

## Nome e etimologia
O nome histórico da cidade é Magnésia ou, mais precisamente Magnesia ad Sipylum, para a distinguir de Magnésia do Meandro, a qual fica a pouca distância, a sul. Tradicionalmente diz-se que o nome Magnésia" deriva da tribo dos magnetes, que imigraram para a região vindos de Magnésia, na Tessália, no início da história documentada. No entanto, mais recentemente também tem sido sugerido que há ligações entre o nome e as línguas anatólias, particularmente baseadas nos documentos hititas relativos aos luvitas da Anatólia Ocidental.

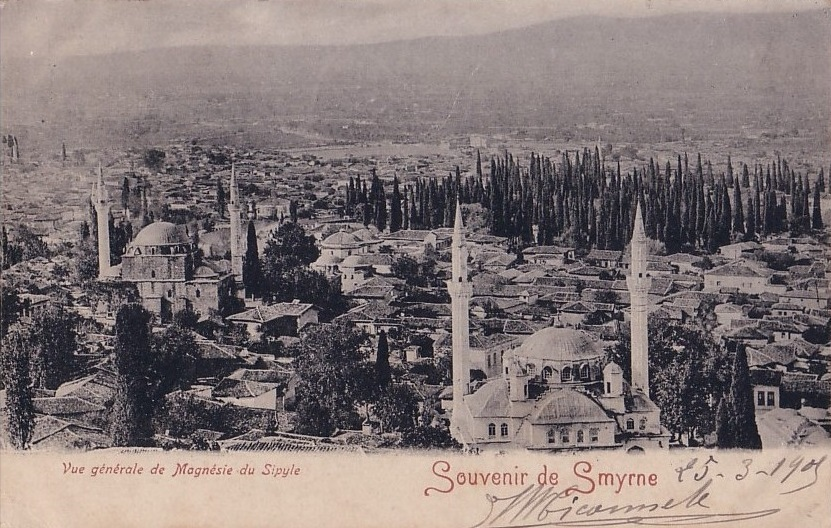
Postal de Manisa da década de 1900, com as mesquitas Muradiye (1586) e Sultan (1522)

O sufixo ad Sipylus refere-se ao monte Sípilo (em turco: Spil Dağı), que se eleva junto à cidade. Esta ganhou importância sob o domínio romano, principalmente depois da batalha de Magnésia, travada em 190 a.C. Os nomes Sipylus e Sipylum também aparecem em algumas fontes, mais uma vez em referência à mesma montanha e como formas abreviadas. Suportando-se noutras fontes, Plínio, o Velho, refere que em tempos mais remotos se erguia no mesmo local uma cidade muito celebrada chamada Tantalis, ou "cidade de Tântalo".
Sob o domínio turco, o nome Sarcanes ou Sarucã (em turco: Saruhan), usado pelo beilhique que antecedeu os otomanos na região, foi usado oficialmente juntamente com Manisa. O nome Sarucã só foi abandonado definitivamente após a fundação da República da Turquia, no início do século XX. A forma otomana do nome "Manisa" (ماغنيسا) mais usual correspondia à atual, mas por vezes também era usada uma variante com a primeira sílaba mais longa, correspondente ao que se escreveria em turco moderno Mağnisa (o "ğ" é quase surdo ou aspirado e tem como efeito alongar a sílaba).
Durante os primeiros séculos do Império Otomano, muitos dos filhos dos sultões eram educados em Manisa, o que está na origem do epíteto ainda hoje usado de "cidade dos príncipes" (şehzade şehri), o qual é partilhado com Amásia e Trebizonda.
Os termos "magnésia", magnésio e afins têm origem no nome da cidade ou no nome da região da Grécia que lhe deu origem.

## História

### Pré-história
Os vestígios pré-históricos de Manisa, embora em reduzido número, incluem duas descobertas muito interessantes, que lançaram luz sobre o passado da Anatólia ocidental. O primeiro desses achados são mais de 50 pegadas fossilizadas, datadas de cerca de 20 000 ou 25 000 a.C., descobertas em 1969 pelo MTA (Maden Tetkik ve Arama Genel Müdürlüğü, "Direção-Geral da Investigação e Exploração Mineral") na aldeia de Sindel, no distrito de Salihli. Algumas das pegadas encontram-se em exposição no Museu de Manisa, enquanto que o local onde foram encontradas estava previsto no início da década de 2010 que se tornasse o primeiro geoparque da Turquia através de um projeto conjunto com a União Europeia.
A segunda descoberta são túmulos contemporâneos de Troia II (3000–2500 a.C.), encontrados perto da aldeia de Yortan, no centro do distrito de Kırkağaç, a norte de Manisa. As práticas originais de sepultamento observadas nesses túmulos levou os estudiosos a definir o termo "cultura de Yortan" na Pré-história da Anatólia. Muitos dos aspetos da cultura de Yortan permanecem por explorar.

### Luvitas, hititas, frígios e lídios
As partes central e sul da Anatólia ocidental entraram na História com o ainda mal conhecido reino luvita (ou lúvio) de Arzaua, possivelmente um ramo dos hititas, seus vizinhos dos quais se tornaram vassalos a partir de 1 320 a.C. O monumento a Cibele, situado em Akpınar, na encosta norte do monte Sípilo, a 7 km de Manisa, é uma das provas da extensão do controlo e influência hitita na Anatólia ocidental, baseada em principados locais. Representa também uma inovação na arte hitita, na qual são raras as representações de faces humanas inteiras em alto relevo.
No 1º milénio a.C. a região assiste à emergência dos frígios e "maeónios", sobre os quais os registos históricos se encontram misturados com mitos. Por fim surgem os lídios. Figuras lendárias como o governante local Tântalo, o seu filho Pélope e a sua filha Níobe aparecem relacionadas com o monte Sípilo, de onde também, segundo um relato, partiu uma parte signficativa da população local para fundar a futura civilização etrusca, na península Itálica. O primeiro povoado urbano situou-se provavelmente no sopé desse monte e data do início da dinastia lídia mermnada. Também foi sugerido que  a montanha pode ter sido o cenário geográfico do conto de Filémon e Baucis, embora a maior parte das fontes o situem em Tiana (a Tuwanuwa hitita), no que é hoje Kemerhisar, perto de Niğde.
No início do século VII a.C., os lídios sob a recém-estabelecida dinastia mermnada, com a atual Manisa como o centro do seu reino, expandiram o seu controlo sobre parte da Anatólia, a partir da sua capital Sfrad (Sard, Sardes ou Sárdis) situada no interior, a 62 km de Manisa. Os vestígios da capital lídia que chegaram aos nossos dias juntam ruínas de várias civilizações sucessivas.

### Períodos helénico, romano e bizantino
Na Antiguidade clássica, a cidade foi conhecida como Magnesia ad Sipylum e desempenhou um papel importante na história da época, tendo sido, por exemplo, o local onde o rei selêucida Antíoco III Magno foi derrotado pelo Romanos na batalha de Magnésia em 189 ou 190 a.C. Durante o domínio romano foi uma cidade importante e depois de ter sido quse destruída por um sismo no reino de Tibério, foi por este imperador restaurada e floresceu ao longo do Império Romnano. Durante o Império Bizantino foi igualmente um centro reginal importante.
Foi perdida pelo Império Bizantino em 1076 para os seljúcidas, no rescaldo da batalha de Manzicerta cinco anos antes. A vitória dos Cruzados na batalha de Dorileia em 1097 permitiu que o imperador bizantino Aleixo I a recuperasse. Durante o interregno bizantino em que Constantinopla esteve nas mãos dos latinos, Magnésia pertenceu ao Império de Niceia e ali funcionou a casa da moeda, o tesouro imperial e de certa forma foi a capital funcional até à recuperação de Constantinopla em 1261. As ruínas das fortificações dessa época atestam a importância da cidade no período final bizantino, o que também é registado no século XIII pelo historiador bizantino Jorge Acropolita.

### Períodos seljúcida, sarucânida e otomano

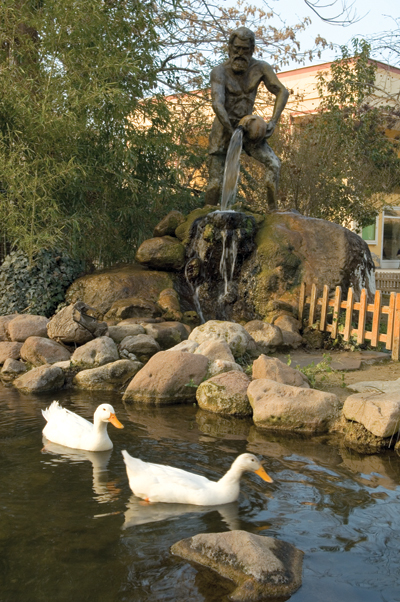
Estátua num jardim de Manisa, representando Ahmet Bedevi, alcunhado de Tarzan de Manisa, um pioneiro ambientalista que se tornou um símbolo da cidade.

Em 1313 Manisa tornou-se uma possessão turca permanente, quando foi conquistada pelo Beilhique de Sarcanes, liderado por Sarcanes, o fundador daquele principado, que começou como tributário do Sultanato de Rum e reinou até 1346. Os seus filhos governaram a região até 1390, quando ocorreu a primeira incorporação terras de terras suas no Império Otomano. Depois de um breve intervalo causado pelo interregno otomano depois da batalha de Ancara, Manisa e os seus arredores passaram a fazer parte definitiva do Império Otomano em 1410.
A cidade manteve-se próspera e continuou a desenvolver-se, especialmente em meados do século XV. Como cidade central do sanjaco (província) otomano de Sarucã, o seu desenvolvimento foi particularmente impulsionado por ter sido escolhido como o local de formação dos xazades (príncipes imperiais), e manteve-se uma das partes mais ricas do império, o que é patente nos numerosos exemplos de arquitetura otomana existentes na cidade. A tradição da formação dos príncipes em Manisa foi iniciada na prática com Murade II em 1437. Até 1595, e de uma forma praticamente contínua, 15 futuros sultões foram governadores da cidade e das suas dependências, incluindo dois dos mais notáveis: Maomé II, o Conquistador e Solimão, o Magnífico. Embora o sanjaco de Sarucã dependesse oficialmente do eialete de Anadolu, com capital em Kütahya, era dada aos príncipes um grande grau de autonomia para que eles adquirissem experiência governativa. Esta prática foi descontinuada em 1595, em grande parte devido à crescente insegurança nos campos, que anunciava as futuras revoltas dos Jelali, protagonizadas pelos Celalî (tropas irregulares provinciais), e por um violento sismo que afetou gravemente a prosperidade da região nesse ano.
Cerca de 1700, Manisa tinha 2 000 pagadores de impostos e 300 lojas de vakıfs (instituições de caráter sócio-religioso). Era famosa pelos seus mercados de algodão e um tipo de cabedal que tinha o nome da cidade. Era também o destino final de caravanas vindas do Oriente, quando Esmirna ainda mal tinha começado a crescer. Várias décadas antes assistiu-se a alianças entre mercadores ocidentais influentes e senhores da guerra locais, como a que um de nome Orlando estabeleceu com Cennetoğlu, um salteador que na década de 1620 comandava um grande grupo de renegados e antigos soldados otomanos desmobilizados e detinha o controlo de facto de muita da terra arável em volta da Manisa. Cennetoğlu é considerado por alguns o primeiro da longa tradição de efes (chefes de bandos de salteadores) que se seguiriam na Anatólia. Estas alianças ajudaram a atrair para a cidade portuária gregos e judeus mais virados para o comércio.

### Final do período otomano

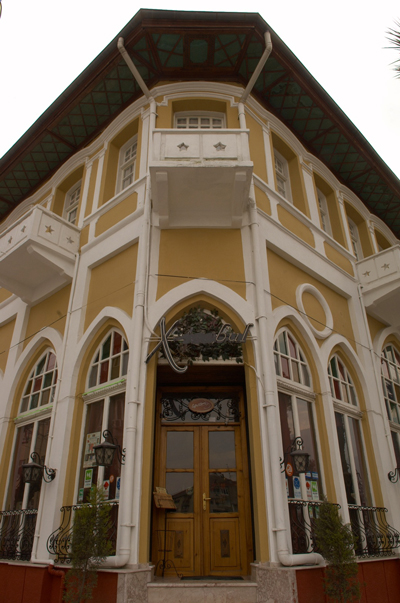
Exemplo da arquitetura civil de Manisa: uma residência dos anos 1930, atualmente usado para fins comunitários

Entre 1595 e 1836, o sanjaco de Sarucã (Manisa) permaneceu ligado ao eialete de Anadolu, como nos tempos dos príncipes da coroa otomanos. Entre 1836 e 1867 a cidade e as regiões dela dependentes passou a fazer parte do breve eialete de Aidim, que se tornou um vilaiete com as reformas administrativas de 1867. Durante esta fase, Sarucã chegou a ter um eialete com o seu nome (eialete of Sarucã) entre 1845 e 1847. A capital da província a que pertencia o sanjaco de Sarucã começou por ser a cidade de Aidim (1827–1841 e 1843–1846) e depois foi movida para Esmirna (1841–1843 e 1846–1864).
Manisa foi uma das primeiras cidades do Império otomano a beneficiar de uma linha ferroviária, a linha Esmirna–Cassaba, com 93 km, cuja construção foi iniciada em Esmirna em 1863 e que chegou a Cassaba (atual Turgutlu), dependente de Manisa, em 1866. Esta linha foi a terceira iniciada em territórios do Império Otomano e a primeira acabada no território da atual Turquia. Em vez de usar o percurso direto para leste a partir de Esmirna, com cerca de 50 km, o linha construída faz um largo arco, avançando primeiro para o noroeste de Esmirna, através do subúrbio de Karşıyaka, para cuja criação contribuiu grandemente, e depois curva para leste só a partir de Menemen, atravessando o centro do antigo sanjaco e da província atual de Manisa para chegar a Cassaba pelo norte. A primeira concessão foi outorgada a Edward Price, um empresário inglês baseado localmente, que fundou a companhia e construiu a linha. Esta foi ampliada para leste pela mesma companhia entre 1872 e 1875, para chegar a Alaşehir, a 76 km de Cassaba. Foi também construída uma ligaação em direção a norte a partir de Manisa, entre 1888 e 1890, para servir a região rica em linhite de Soma, ao longo de uma linha com 92 km. Price vendeu toda a rede em 1893 à companhia franco-belga Compagnie Internationale des Wagons-Lits, que a ampliou para leste, até Afioncaraquissar, em 1896, e para norte, até Bandırma, em 1912. A linha foi nacionalizada em 1934 pela recém-criada República da Turquia.

### Século XX
Durante a Guerra Greco-Turca de 1919–1922 Manisa foi ocupada pelo exército grego em 26 de maio de 1919, sendo libertada pelo exército turco em 8 de setembro de 1922. As tropas gregas em retirada incendiaram a cidade e mais de 90% de Manisa foi destruída em resultado da poolítica de terra queimada dos gregos. James Loder Park, então vice-cônsul dos Estados Unidos em Constantinopla, que visitou grande parte da área devastada imediatamente após a evacuação grega, descreveu a situação nas cidades e vilas em volta de Esmirna da seguinte forma: «Manisa […] Quase completamente dizimada pelo fogo […] 10 300 casas, 15 mesquitas, 2 balneários, 2 278 lojas, 19 hotéis, 26 villas[…] [destruídas].» Patrick Balfour, 3.º barão de Kinross, escreveu: «Dos 1800 edifícios na cidade histórica sagrada de Manisa, só 500 se mantiveram.»
A cidade foi depois reconstruída e tornou-se o centro da província de Sarucã em 1923, sob a nova República da Turquia. O nome da província e da cidade foi mudado para Manisa em 1927.